# Alexandre Masoliver
Alexandre (Ignasi) Masoliver i Masoliver (Seira, Aragó, 1934 - Monestir de Poblet, 2019) va ser un monjo de l'orde del Cister, membre de la comunitat del Monestir de Poblet i especialista en història monàstica i eclesiàstica catalana.

## Biografia
Ingressà a Poblet el 20 d'agost de 1959, i hi professà el 8 de setembre de l'any següent. El 18 de març de 1967 fou admès a l'orde del presbiterat. Pel que fa als estudis, el 1956 es llicencià en dret a la Universitat de Barcelona i es doctorà en teologia al Pontifici Ateneu de Sant Anselm, de Roma el 1971. Al monestir exercí, entre altres serveis, el càrrec de bibliotecari durant 27 anys i de prefecte d'estudis durant 30 anys. Ha estat també professor d'Història Monàstica, d'Història de l'Església i de diverses assignatures teològiques i bíbliques.
El 1995 va ser secretari d'actes del Concili Provincial Tarraconense. El 1998 va rebre la Creu de Sant Jordi i el 2007 ingressà a l'Acadèmia de Bones Lletres de Barcelona.

### Història monàstica
- Poblet: vida económica del monasterio en el siglo XVII, "Miscellanea Populetana", Poblet 1966, p. 387-432.
- Fra Simó Trilla (1552-1623), abat de Poblet, "Miscel·lània Històrica Catalana", Poblet 1970, p. 441-491.
- El pare Jaume Finestres, historiador i monjo de Poblet, "Memoria de la Hermandad ... de Poblet", Poblet 1971, p. 87-100.
- Origen y primeros años (1616-1634) de la Congregación Cisterciense de la Corona de Aragón. Síntesis histórica y documentos, Tesi doctoral, Poblet 1973.
- Poblet, un caso significativo de autonomía dentro del Cister, "Studia Monastica", 13 (1971), p. 311-319.
- Sobre la visita feta per l'abat Virgili de Poblet a la vila de Verdú l'any 1690, "II Col·loqui d'Història del Monaquisme Català, Sant Joan de les Abadesses, 1970", Poblet 1974, p. 359-407.
- Història del Monaquisme Cristià, 3 volums, Montserrat 1978-1981; (hi ha traducció castellana, Historia del Monacato Cristiano, també 3 volums, Madrid 1994).
- ¿Poblet, abadía nullius dioeceseos durante doscientos años?, "Analecta Cisterciensia" 34, 1978, p. 174-189.
- La lista completa definitiva de los Vicarios Generales de la Congregación Cisterciense de la Corona de Aragón y Navarra, "Cistercium" 1980, p. 463-470.
- Fra Francesc Dorda, Abat de Poblet, Bisbe de Solsona i Ministre de l'Arxiduc, Poblet 1981, amb epíleg del Dr. Lluc Beltran.
- L'Arxiu President Tarradellas, a Poblet, Poblet 1982, també amb versió castellana.
- El monasterio de Santa María la Real de las Huelgas, de Valladolid. Notas de historia, arte y vida, Valladolid 1990.
- Roberto, Alberico y Esteban Harding: los orígenes de Cister, "Studia Monastica", 26 (1984), p. 275-307.
- El pare Joan Vallespinosa de Poblet, a través del seu llibre de receptis, i del pare Finestres, dins Miscel·lània Fort i Cogul, Montserrat 1984, p. 209-231.
- Carles Cardó i la Catequesi Litúrgica, "Quaderns de Pastoral", 86-87 (1985), Barcelona, p. 86-95.
- Los Cistercienses en España y Portugal, dins Louis J. LEKAI, Los Cistercienses. Ideales y realidad, Barcelona 1987, p. 517-576.
- El Catálogo de los Abades Generales de Cister, "Analecta Cisterciensia" 44, 1988, p. 172-189;
- El hombre de la Iglesia del siglo XII, Santo Domingo de la Calzada 1990.
- Els religiosos a Catalunya. 1600 anys d'història, dins I Congrés d'Història de l'Església a Catalunya des dels orígens fins ara, Actes 1, Solsona 1993, p. 435-497.
- El abad Pedro Boqués de Poblet (1546-1564) y el monasterio navarro de Tulebras, "Studia Monastica", 37 (1995), Montserrat, p. 101-131.
- ¿Una política restrictiva de los Reyes para con los Monjes respecto a su entrada en Indias?, "Nova et Vetera", 39 (1995), p. 3-10.
- Un cisterciense navarro, fray Ignacio de Ostabat, monje y abad de Fitero, y Secretario de la Congregación Cisterciense de la Corona de Aragón y Navarra, "Cistercium", 207 (1996), p. 621-645.
- La comunitat cistercenca de Fontfreda-Cuixà, i la restauració de Poblet, "Studia Monastica", 39 (1997), Montserrat, p. 195-217.
- La davallada de Poblet (Poblet als segles XVII i XVIII), juntament amb Gener Gonzalvo i Bou, i Una "davallada" real de Poblet?, dins Eduard TODA i GÜELL (1855-1941), Poblet 1997, p. 20-49.
- El Evangelio y la tradición monàstica, "Nova et Vetera", 56 (2003), p. 215-235.
- Introducció, edició i notes a Fra Joan VALLESPINOSA (Valls cap al 1578-Poblet 1640), Libri de Receptis. Uns detallats annals d'història de Poblet, segles xvi i xvii, Poblet 2005.
- El llibre d'Orde de Fr. Jaume Pàmies, monjo de Poblet, discurs de recepció a la Reial Acadèmia de Bones Lletres de Barcelona, llegit el dia 12 d'abril de 2007. Contestació del P. Alexandre Olivar

### Espiritualitat monàstica
- Si cerques Déu de veritat... Reflexions sobre la vida monàstica, Montserrat 1986.
- La mujer y María, la mujer perfecta en Bernardo, "Cistercium",181 (1990), p. 135-154.
- Marco vital de la espiritualidad monástica: la ascesis, dins La espiritualidad monástica: el legado de los monjes al mundo de la técnica, Sevilla 1990, p. 107-131.
- El «opus manuum» o el trabajo, como elemento integrante de la espiritualidad monàstica, ibídem, p. 203-242.
- Introducción: ¿vida contemplativa, o vida monástica?, "Nova et Vetera", 40, 1995, p. 289-315.
- Comentari a l'Epístola a Eustoqui, "Col·lecció d'Espiritualitat Jerònima", Barcelona 1996.
- El De spiritali amicitia de San Elredo: de las amistades profanas a la filía y el agape, "Studia Monastica", 44 (2002), Montserrat, p. 373-390.
- El procés de fundació dels monestirs, dins Els grans monestirs de la Catalunya Nova. Cistercencs, Cartoixans i Franciscans, Tarragona, reedició 2005, p. 147-161.

### Bíblia
- El pobre Jeremies, Montserrat 2002.
- Pere, la Roca que plora, Montserrat 2009.

### Art
- Santa Maria de Poblet, "Catalunya romànica", XXI, 555-563, i 566-571, Barcelona 1995.
- El monestir de Poblet, "L'art gòtic a Catalunya, Arquitectura", II, 2, p. 199-202, Barcelona 2003.

### Lletres i Cultura
- Què llegiren i escriviren els monjos de Poblet durant sis-cents anys (1150-1835), Actes del Setè Col·loqui Internacional de Llengua i Cultura Catalanes, Montserrat 1986, p. 353-361.
- Pequeña antología de los primeros pasos, p. 39-56, dins la miscel·lània "La Revista El Ciervo". Historia y teoría de cuarenta años, edició de J.A. GONZÁLEZ CASANOVA, Barcelona 1992.
- La Biblioteca de Poblet, dins la miscel·lània "Monjes y monasterios españoles", San Lorenzo del Escorial, 1995, p. 374-393.
- Un monje original y gran poeta: Cristóbal de Castillejo (1496?-1550) miscel·lània "Humanismo y Císter", León 1996, p. 237-248.